# آلیتا رومان
آلیتا رومان (انگلیسی: Alita Román; ۲۴ اوت ۱۹۱۲ – ۱۵ آوریل ۱۹۸۹) بازیگر اهل آرژانتین بود. وی بین سال‌های ۱۹۳۴ تا ۱۹۸۳ میلادی فعالیت می‌کرد.
از فیلم‌ها یا برنامه‌های تلویزیونی که وی در آن نقش داشته است می‌توان به خانه عروسک اشاره کرد.